# Racing Club de Strasbourg Alsace
El Racing Club de Strasbourg és un club de futbol francès de la ciutat d'Estrasburg.

## Història
El 1906, un grup de joves del barri de Neudorf d'Estrasburg formen un club anomenat Fußball Club Neudorf. Després de la Primera Guerra Mundial Alsàcia passà de mans alemanyes a mans franceses i el FC Neudorf fou reanomenat RC Strasbourg Neudorf i finalment Racing Club de Strasbourg (1919). El 1933 es passà al professionalisme. Durant la Segona Guerra Mundial torna a ser un club alemany i és anomenat Rasensport-Club Straßburg (1940-1944). Entre 1970 i 1976 s'anomenà RC Strasbourg-Pierrots, en fusionar-se amb el Club Sportif des Pierrots de Strasbourg, un club modest que havia estat fundat el 1922.
Després d'una crisi econòmica i diversos descens de categoria, el 2012 adoptà el nom RC Strasbourg Alsace, i el 2012 tornà a categoria professional.

## Palmarès
- 1 Copa Intertoto: 1995
- 1 Ligue 1: 1979
- 3 Copes franceses: 1951, 1966, 2001
- 3 Copes de la Lliga francesa: 1997, 2005, 2019
- 3 Ligue 2: 1977, 1988, 2017

## Jugadors destacats
| - José Luis Chilavert - Olivier Dacourt - Youri Djorkaeff - Raymond Domenech | - Frank Farina - Rémi Garde - Ivan Hašek - Frank Leboeuf | - Danijel Ljuboja - Péguy Luyindula - Aleksandr Mostovoi - Pascal Nouma | - David Regis - Frank Sauzée - Arsène Wenger - Seo Jung-Won |